# ケーニヒスベルク級軽巡洋艦 (初代)
| ケーニヒスベルク級軽巡洋艦             | ケーニヒスベルク級軽巡洋艦 |
| -------------------------------------- | --- |
| 「カールスルーエ」                     | |
| 艦級概観                               | |
| 艦種                                   | 軽巡洋艦 |
| 艦名                                   | 地名 |
| 前級                                   | ヴィースバーデン級 |
| 次級                                   | ケルン級 |
| 性能諸元（データはネームシップのもの） | |
| 排水量                                 | 常備：5,440トン 満載：7,125トン |
| 全長                                   | 151.4m 145.8m（水線長） |
| 全幅                                   | 14.2m |
| 吃水                                   | 艦首：5.96m 艦尾：6.32m |
| 機関                                   | 海軍式シュルツ・ソーニクロフト型石炭専焼水管缶10基&同重油専焼水管缶2基 +海軍式パーソンズ型直結タービン（高速型・低速型）2組2軸推進 |
| 最大出力                               | 45,900hp |
| 最大速力                               | 計画：27.8ノット |
| 航続距離                               | 12ノット/4,850海里 |
| 燃料                                   | 石炭：350トン（計画）、1,340トン（常備） 重油：150トン（計画）、500トン（満載）                                                    |
| 乗員                                   | 475名 |
| 兵装                                   | クルップ 15cm（45口径）単装速射砲8基 8.8cm（44口径）単装高角砲2基 50cm水中魚雷発射管2門 50cm水上魚雷発射管2門 機雷200個            |
| 防御                                   | 舷側：60mm（最厚部） 甲板：40mm（最厚部）、20mm（機雷庫） 主砲防盾：50mm 司令塔：100mm                                             |

ケーニヒスベルク級軽巡洋艦 （Kleine Kreuzer der Königsberg-Klasse） はドイツ海軍が建造した軽巡洋艦で1913年度海軍計画で4隻が建造された。ドイツ海軍での類別は小型巡洋艦。

## 概要
本級は前級であるヴィースバーデン級の改良型として設計・建造された。変更点は機雷搭載数が増加した。また、艦名は第一次世界大戦中に失われた巡洋艦の艦名を踏襲していた。大戦後、スカパ・フローで全艦で自沈を試みたが、カールスルーエのみ成功しただけで他の艦は失敗した。

## 艦形

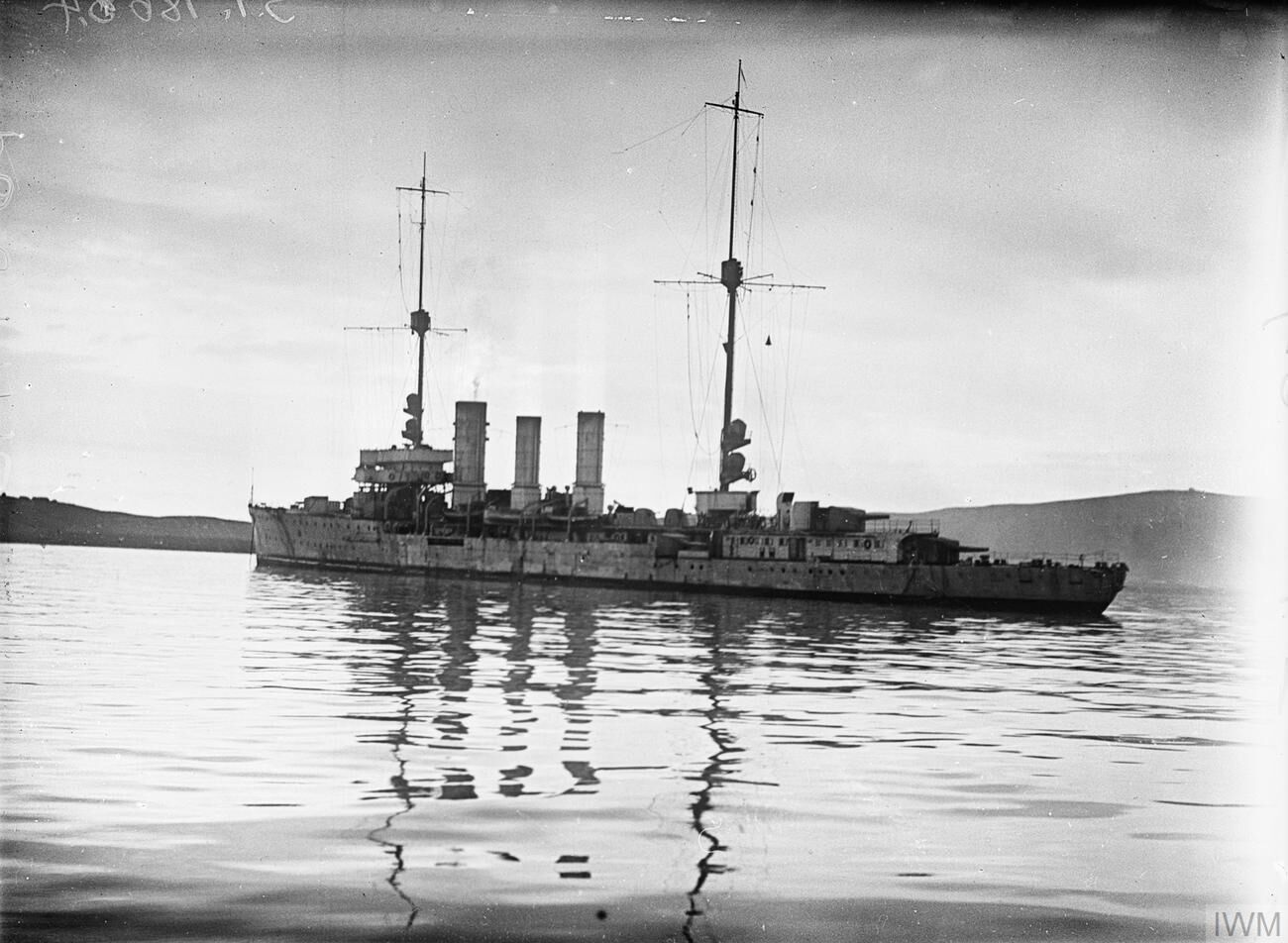
スカパ・フローで撮られた「エムデン（SMS Emden）」

本級の船体は前級に引き続き長船首楼型船体を採用していた。艦首は前方に強く傾斜したクリッパー型の艦首から中央部が狭い艦首甲板上に波きり板を設けた後ろに主砲の15cm速射砲を防盾の付いた単装砲架で1番2番主砲を並列配置で2基、その背後に司令塔を基部とする船橋（ブリッジ）をのせた箱型艦橋と前部マストが立つ。船体中央部に等間隔に並んだ3本の煙突が立ち、その周囲は艦載艇置き場となっており、艦載艇は2本1組のボート・ダビットが片舷2組で計4組により運用された。舷側甲板上には15cm速射砲が片舷2基配置された。3番煙突の後方に8.8cm（45口径）高角砲が単装砲架で直列に2基が配置され、後部見張り所を基部とする後部マストが立ち、船首楼の末端部に7番主砲1基で、そこから甲板一段分下がった後部甲板上に8番主砲が後ろ向きに1基で背負い式配置とされた。

## 同型艦
- ケーニヒスベルク (Königsberg)
- カールスルーエ (Karlsruhe)
- エムデン (Emden)
- ニュルンベルク (Nürnberg)

## 参考図書
- 「世界の艦船　増刊第60集　ドイツ巡洋艦史」（海人社)
- 「Conway All The World's Fightingships 1906–1921」（Conway）